# Troglohyphantes poleneci
Troglohyphantes poleneci este o specie de păianjeni din genul Troglohyphantes, familia Linyphiidae, descrisă de Wiehle, 1964.
Este endemică în Slovenia. Conform Catalogue of Life specia Troglohyphantes poleneci nu are subspecii cunoscute.